# Setge de Girona de 1285
El setge de Girona de 1285 fou una de les batalles de la Croada contra la Corona d'Aragó.

## Antecedents
El papa Martí IV, que havia succeït Climent IV va declarar al rei Pere el Gran privat dels seus regnes a causa de la seva intervenció a Sicília - arran de les Vespres Sicilianes, i donà la investidura com a rei d'Aragó, rei de València i comte de Barcelona el 27 d'agost de 1283 a Carles I d'Anjou, segon fill del rei Felip III de França, que fou coronat el 27 de febrer de 1284 a París.
L'exèrcit croat va sortir de Perpinyà el 13 de maig en direcció als Pirineus, on es va trobar una forta resistència al Coll de Panissars, que el va fer retirar fins a Perpinyà, per finalment creuar pel Coll de la Massana, arribant a Peralada, el quarter general de Pere el Gran d'on es va retirar a Girona, deixant al càrrec de la ciutat a Ramon Folc de Cardona amb les tropes del rei, les hosts dels nobles, i 600 sarraïns del Regne de València, mentre el rei i l'infant Alfons preparaven les següents línies de defensa abans que els croats arribessin a Barcelona, mentre els estols catalans atacaven les línies d'aprovisionament per via marítima mentre Roger de Llúria tornava de Sicília.

## Batalla
Els francesos van ocupar la col·legiata de Sant Fèlix, que estava fora de les muralles, on es trobava el sarcòfag de Sant Narcís, que fou profanat i mutilat per la soldadesca de Felip III de França quan envoltaven la ciutat. Diu la llegenda que van aparèixer les mosques, que van atacar els invasors, matant quatre mil cavalls i vint mil soldats.
| «                                           | Primerament (Déu) els envià una plaga de mosques, que n'hi havia tantes, que en la resta del món mai no se n'havien vist tantes alhora; i eren mosques tant grosses i tan grans com un gla, i entraven pels narius i pel ses dels cavalls, que no hi valien mantes ni proteccions de cuir ni cap altra cobertura que els ho pogués impedir; i un cop havien entrat per un dels dits llocs, no hi havia cavall tant fort ni tant poderós que no caigués immediatament mort a terra; així que en aquella host moriren ben bé quatre mil cavalls de preu i vint mil dels altres. Sens dubte, la plaga que Déu va donar al rei faraó a Egipte no fou major que aquesta | » |
| — Bernat Desclot, Crònica de Bernat Desclot | |   |

Els assetjats van sofrir els terribles efectes de la fam i de les epidèmies, i Ramon Folc VI de Cardona va haver de fer arribar a Pere el Gran una demanda de socors si volia salvar la ciutat, que va ser contestada demanant resistir vint dies més, car confiava poder enviar ajuda. El Vescomte de Cardona va pactar amb Roger Bernat III de Foix, que manava les hosts franceses, una treva de vint dies a partir del 19 d'agost prometent-li lliurar la plaça si passat aquest temps el rei no enviava a Girona l'ajut que els havia promès. El 7 de setembre, al terme dels vint dies fixats i no havent rebut l'ajuda del Rei Pere, la ciutat es va rendir als assetjadors.
Eustaqui de Beaumarchais va entrar a Girona i va deixar a la ciutat una guarnició de 200 genets i 5000 infants, retirant-se amb la resta de l'exèrcit a l'Empordà. Girona es va rendir per la fam i no perquè no poguessin forçar el setge de les nombroses forces franceses que l'assetjaren.

## Conseqüències
A causa de les malalties que havien delmat l'exèrcit, i la victòria catalana a la batalla naval de les Formigues, que va deixar l'exèrcit francès sense línies de subministrament, els croats van decidir tornar a França mentre Pere el Gran s'avançava fins a Darnius per tallar la retirada francesa de l'Empordà. Finalment els francesos van retornar Girona a Pere el Gran el 29 de setembre, reunint-se a Castelló d'Empúries i sent massacrats a la batalla del coll de Panissars entre el 30 de setembre i l'1 d'octubre de 1285.